# A Busy Day
A Busy Day (no Brasil, Carlitos ciumento / em Portugal, Charlot ciumento) é um filme mudo de curta-metragem estadunidense de 1914, do gênero comédia, produzido por Mack Sennett para os Estúdios Keystone, e dirigido por Charles Chaplin.

## Sinopse
Chaplin interpreta uma mulher que tem muito ciúme do marido, que está interessado em outra mulher. Na hora em que a esposa está prestes a flagrar o casal de amantes, ela invade um estúdio de cinema, derruba um diretor e um policial, e acaba sendo empurrada pelo marido em um pier, e cai na água.

## Elenco
- Charles Chaplin .... esposa
- Mack Swain .... marido
- Phyllis Allen .... a outra mulher
- Mack Sennett .... diretor de cinema
- Billy Gilbert .... policial